# Bjørn Wiik
Bjørn Håvard Wiik (* 17. Februar 1937 in Bruvik, Norwegen; † 26. Februar 1999 in Appel, Landkreis Harburg) war ein norwegischer Beschleunigerphysiker und Wissenschaftsmanager. Von den 1970er Jahren an war er maßgeblich an den Entwicklungen am Deutschen Elektronen-Synchrotron (DESY) in Hamburg beteiligt, das er von 1993 bis zu seinem Tod leitete.

## Leben
Wiik, dessen Vater eine kleine Möbelfabrik hatte, lebte in seiner norwegischen Heimatgemeinde Bruvik, bis er 1956 sein Physikstudium an der Technischen Universität Darmstadt aufnahm, das er bei dem Kernphysiker Peter Brix mit der Promotion abschloss. 1965  ging er ans Stanford Linear Accelerator Center (SLAC) in Menlo Park, Kalifornien, wo er sich auf Teilchenphysik spezialisierte, ein supraleitendes Mikrotron entwarf und am gerade neu eröffneten Elektron-Positron-Speicherring arbeitete. 1972 kam Wiik ans Deutsche Elektronen-Synchrotron (DESY) in Hamburg und wurde vier Jahre später zum leitenden Wissenschaftler (lead scientist) ernannt. Wiik war einer der führenden Physiker in der TASSO-Kollaboration, der 1979 der erste experimentelle Nachweis von Gluonen über 3-Jet-Ereignisse gelang.
Bereits während seines Forschungsaufenthalts am SLAC entwickelte Wiik erste Ideen für einen neuen Typus von Teilchenbeschleuniger, ein Superelektronenmikroskop, in dem zur Untersuchung der kleinsten Materiebausteine ein Elektronenstrahl frontal mit einem Protonenstrahl zur Kollision gebracht werden. Die Idee, statt Elektron-Positron-Speicherringen Elektron-Proton-Speicherringe zu bauen, war damals neu und wurde 1972 von Wiik, Günter Wolf, H. Gerke und H. Wiedemann für den DORIS-Speicherring vorgeschlagen; es kam aber damals noch nicht zu einer Realisierung, da die Forschung an Elektron-Positron-Collidern (u. a. Entdeckung des Charmoniums) größere Fortschritte versprach. Auch am CERN, wo Wiik 1976 zu einem Forschungsaufenthalt war, kam das Projekt nicht über eine Studiengruppe (CHEEP) hinaus; dort gab man Proton-Antiproton-Collidern den Vorzug. Erst mit der Planung der Hadron-Elektron-Ringanlage (HERA) am DESY nahm diese Idee 1980 konkrete Formen an. Als einer der HERA-Projektleiter, verantwortlich für den Proton-Beschleuniger-Komplex, war Wiik federführend bei der Verwirklichung des größten Forschungsinstruments Deutschlands, das 1992 seinen Betrieb aufnahm. Wiik gilt als „Vater“ des HERA-Modells. Der Projektvorschlag für einen supraleitenden Linearbeschleuniger für Tera-Elektronenvolt-Energien, TESLA, geht ebenfalls auf Wiik zurück.
Von 1993 an bis zu seinem Tod war Wiik Vorsitzender des Direktoriums des DESY. Außerdem war Wiik ab 1981 Professor am II. Institut für Experimentalphysik der Universität Hamburg.
Wiik starb 1999 an den Folgen eines Unfalls, den er bei Arbeiten in seinem Garten erlitten hatte.
Seit dem Jahr 2000 verleiht das DESY alle zwei bis drei Jahre den Bjørn H. Wiik Preis.

## Schriften
- Detectors for quark and gluon jets at high energies, DESY Hamburg, 1983
- Electron-positron interactions Berlin, Heidelberg, New York : Springer, 1979

## Preise und Auszeichnungen
- Norsk Data – Physics Prize (1984)
- Fellow der American Physical Society (APS) (1989)[8]
- Mitglied der Norwegischen Akademie der Wissenschaften (1991)
- Mitglied der Norwegischen Akademie der technischen Wissenschaften (1992)
- Mitglied der Königlichen Norwegischen Gesellschaft der Wissenschaften (1992)
- Mitglied der American Academy of Arts and Sciences (1993)
- Hochenergiephysik-Preis der European Physical Society (1995),
 verliehen für den ersten experimentellen Nachweis von Gluonen am PETRA Speicherring des DESY
- Ehrendoktor der Universität Oslo (1997)
- Auswärtiges Mitglied (Foreign Member) der Polnischen Akademie der Wissenschaften (1997)
- Ehrenprofessor des Henryk Niewodniczanski Instituts für Kernphysik, Krakau, Polen (1999)